# Rebellion (2022)
Pour les articles homonymes, voir Rebellion (homonymie).
Rebellion est un pay-per view de catch professionnel présenté par la fédération Impact Wrestling. c'est le quatrième événement de la chronologie des Rebellion.

## Contexte
Cet événement de catch professionnel présente différents matchs impliquant des catcheurs heel (méchant) et face (gentil), ils combattent sous un script écrit à l'avance.

## Tableau des matches
| Ordre par numéros | Résultat | Stipulation(s)                                                                | Temps |
| --- | --- | ----------------------------------------------------------------------------- | ----- |
| 1P | Eddie Edwards bat Chris Bey | Singles match                                                                 | 9:20  |
| 2P | The Influence (Madison Rayne et Tenille Dashwood) (c) battent The IInspiration (Cassie Lee et Jessica McKay) | Tag team match pour les Impact Knockouts Tag Team Championship                | 6:35  |
| 3 | Steve Maclin bat Chris Sabin et Jay White | Triple Threat match                                                           | 11:50 |
| 4 | Taya Valkyrie bat Deonna Purrazzo (c) | Singles match pour le AAA Reina de Reinas Championship                        | 9:00  |
| 5 | Ace Austin bat Mike Bailey et Trey Miguel (c) | Triple Threat match pour le Impact X Division Championship                    | 10:20 |
| 6 | Tomohiro Ishii bat JONAH | Singles match                                                                 | 14:35 |
| 7 | Violent By Design (Eric Young et Joe Doering) (avec Deaner) battent Heath et Rhino, Honor No More (Matt Taven et Mike Bennett), Jordynne Grace et W. Morrissey, Johnny Swinger et Zicky Dice, Rich Swann et Willie Mack, The Good Brothers (Doc Gallows et Karl Anderson) et The Major Players (Brian Myers et Matt Cardona) (avec Chelsea Green) | 8-Team Elimination Challenge match pour le Impact World Tag Team Championship | 33:02 |
| 8 | Tasha Steelz (c) bat Rosemary | Singles match pour le Impact Knockouts Championship                           | 11:45 |
| 9 | Josh Alexander bat Moose (c) | Singles match pour le Impact World Championship                               | 23:56 |
| La lettre C placée entre parenthèses désigne la personne ou l’équipe championne en titre. P – indique que le match a eu lieu lors du pré-show | |                                                                               |       |

### Ordre des éliminations du 8-Team Elimination Challenge match
| Ordre d'élimination | Catcheur                                         | Ordre d'entrée | Éliminé par                                      |
| ------------------- | ------------------------------------------------ | -------------- | ------------------------------------------------ |
| 1                   | Jordynne Grace et W. Morrissey                   | 2              | The Major Players (Brian Myers et Matt Cardona)  |
| 2                   | The Major Players (Brian Myers et Matt Cardona)  | 1              | The Good Brothers (Doc Gallows et Karl Anderson) |
| 3                   | Johnny Swinger et Zicky Dice                     | 4              | The Good Brothers (Doc Gallows et Karl Anderson) |
| 4                   | Rich Swann et Willie Mack                        | 5              | The Good Brothers (Doc Gallows et Karl Anderson) |
| 5                   | The Good Brothers (Doc Gallows et Karl Anderson) | 3              | Honor No More (Matt Taven et Mike Bennett)       |
| 6                   | Honor No More (Matt Taven et Mike Bennett)       | 6              | Heath et Rhino                                   |
| 7                   | Heath et Rhino                                   | 7              | Violent By Design (Eric Young et Joe Doering)    |
| Vainqueur           | Violent By Design (Eric Young et Joe Doering)    | 8              | N/A                                              |